# Peloponez
Peloponez (Peloponnesus; grško Πελοπόννησος, Pelopónnēsos) je polotok ali otok in geografska regija v južni Grčiji. Od osrednjega dela države je ločen s Korintskim zalivom in prekopom. V poznem srednjem veku in otomanski dobi je bil polotok znan kot Moreja (grško Μωρέας), ime je še vedno v pogovorni uporabi v svoji demotični obliki (Μωριάς).
Polotok je razdeljen na tri upravne regije: večina pripada regiji Peloponez, manjši del pa Zahodni Grčiji in Atiki.
Tukaj se je leta 1821 začela grška osamosvojitvena vojna. Peloponežani od takrat skoraj v celoti obvladujejo politiko in vlado v Grčiji. 

## Geografija
Peloponez je polotok, ki pokriva okoli 21.549 kvadratnih kilometrov in je najjužnejši del celinske Grčije. Najjužnejša točka na Peloponezu je rt Tenaro, ki velja tudi za najjužnejšo točko celotnega Balkanskega polotoka. Lahko se šteje za otok, saj je graditev Korintskega prekopa leta 1893 polotok ločila od celine. Redko, če sploh kdaj, je naveden kot "otok". Ima dve kopenski povezavi s preostalo Grčijo, naravno s Korintsko ožino in umetno po skozi 2,2 km dolgem mostu Rio-Antirrio med mestoma Rio in Antirrio, ki je bil končan leta 2004.
Polotok ima gorato notranjost in zelo razgibano obalo. Najvišji vrh v gorovju Tajget je Ajios Alias, 2407 m. Ima tudi rodovitne, gosto poseljene doline in ravnice, ki segajo do morja. Slednje se razteza na zahodu med Patrasom in Pirgosom in na jugu blizu Šparte. Ima štiri na jug obrnjene polotoke: Mesenija, Mani, rt Maleja (znan tudi kot Epidaver Limera) in Argolida na skrajnem severovzhodu Peloponeza.
Dve skupini otokov ležita ob peloponeški obali: Saronski otoki na vzhodu in Jonski otoki na zahodu. Otok Kitera pred polotokom Maleja na jugu Peloponeza se šteje kot del Jonskih otokov.
Geološko je bil Peloponez prvotno otok, vendar je bil v času potiskanja Afriške tektonske in Arabske plošče (tektonika plošč) proti severu staknjen s kopnim. Pomembni sledovi o tem so vidni v geološko mladih nagubanih gorah. Prelomi v Peloponezu so številni in dajejo krajini značilno podobo. Še posebej v osrednjem Peloponezu (Arkadija) je 1500 do 1900 m visoko gorovje, ki je težko dostopno in označeno kot kraško polje, bazen, v katerem se pojavljajo jezera, npr. jezero Stimfalos. Ker se premik plošč še vedno nadaljuje, ter sta Peloponez in Kreta sorazmerno blizu juga Italije, je Grčija potresno najbolj ogrožena evropska regija.
Reke so maloštevilne in kratkega toka; najpomenbnejši sta Alfiós (z akumulacijskim jezerom in hidroelektrarno na pritoku Ladon) in Evrótas.
Nižine so delno poraščene z makijo, višji predeli mestoma z ohranjenimi gozdovi alepskega bora in hrasta. Oljke uspevajo do nadmorske višine 600 m, vinska trta do 1000 m (znane so rozine in kakovostno vino). Gojijo bombaž, agrume, riž, koruzo, pšenico idr. V notranjosti je razširjena živinoreja (ovce, koze). Industrija (pretežno živilska) je v večjih naseljih.

### Prometno omrežje
Dve cestninski avtocesti in hitra cesta potekajo čez Peloponez in omogočajo povezavo z Atenami čez Korintski prekop na vzhodu čez več mostov in s severno Grčijo čez most Rio-Antiriio čez Korintski zaliv.
Glavna železniška proga vodi iz Aten do Korinta, kjer se razdeli na dva dela: ob severni obali (Pirejska proga do Patrasa) in vzdolž zahodne obale čez Tripoli do Kalamate (Kalamatska proga). Druge proge povezujejo mesto Pirgos na zahodu polotoka oziroma Patras, Katakolo in Olimpijo. Novo letališče v Atenah je povezano z novo železniško postajo Kiato zunaj Korinta in nadomešča majhen del starega omrežja. Zobata železnica Diakofto-Kalavrita je znamenitost polotoškega železniškega omrežja.
Iz pristanišča Patras vodijo povezave v Italijo, pa tudi do Jonskih otokov (vključno do otokov Zakintos in Krf).
Na Peloponezu sta dve letališči: Patras (Airport Arahos) in Kalamata.

## Zgodovina
Polotok je bil naseljen že v prazgodovini. Njegovo današnje ime izhaja iz grške mitologije, natančneje legende o junaku Pelopsu, ki je dejal, da je osvojil celotno regijo. Ime Peloponnesos pomeni "otok Pelops".
Mikenska civilizacija je bila prva večja civilizacija celinske Grčije, ki je prevladovala na Peloponezu v bronasti dobi iz svojega oporišča v Mikenah, v severovzhodnem delu polotoka. Mikenska civilizacija je propadla nenadoma konec 2. tisočletja pred našim štetjem. Arheološke raziskave so pokazale, da veliko njenih mest in palač kaže znake uničenja. Za poznejša obdobja, znana kot grško temno obdobje srednjega veka, niso ohranjeni zapisi.
Leta 776 pred našim štetjem so bile prve olimpijske igre v Olimpiji in ta datum se včasih uporablja za označevanje začetka klasičnega obdobja grške antike. V antiki je bil Peloponez središče antične Grčije, saj je imel nekaj najmočnejših mestnih državic in tu je bilo nekaj najbolj krvavih bitk. Tu so bila večja mesta, kot so Antična Šparta, Korint, Argos in Megalopolis, in sedež Peloponeške lige. Vojaki s polotoka so se borili v perzijskih vojnah. Bil je tudi prizorišče peloponeške vojne leta 431-404 pred našim štetjem. Zavzela ga je rastoča rimska republika leta 146 pred našim štetjem in je postal provinca Ahaja. V rimskem obdobju je polotok ostal uspešen, ampak je postal obroben, sorazmerno odrezan od širšega rimskega sveta.

### Srednji vek

#### Bizantinska nadvlada in slovanska naselja
Po razdelitvi cesarstva leta 395 je Peloponez postal del vzhodnorimskega ali Bizantinskega cesarstva. Opustošenje Alarika v letih 396 in 397 je povzročilo, da so zgradili zid Heksamilion čez Korintsko ožino.  Večina poznoantičnega polotoka je ohranila urbanizirano podobo. V 6. stoletju je Hierokles naštel 26 mest v svojem delu Sinekdomos. V drugi polovici tega stoletja pa se je dejavnost gradnje ustavila skoraj povsod, razen v Konstantinoplu, Solunu. Verjetno se je to zgodilo zaradi kuge, potresov in slovanskih vdorov.  Novejše analize pa kažejo, da je bil padec tesno povezan z zlomom gospodarskih in trgovinskih omrežij, ki so podpirala poznoantično naseljevanje v Grčiji, pa tudi s splošnim umikom cesarske vojske in uprave z Balkana.
O obsegu slovanskih vdorov in naselitev v 7. in 8. stoletju so mnenja različna. Slovani so zasedli večino polotoka, kot je razvidno iz številčnosti slovanskih toponimov, vendar so se nabrali v stoletjih in ne kot posledica začetne "poplave" slovanskih vpadov. Manj slovanskih toponimov je bilo na vzhodni obali, ki je ostala v bizantinskih rokah in je bila vključena v temo Helada, ki jo je ustanovil Justinijan II. okoli leta 690. Medtem ko tradicionalno zgodovinopisje čas prihoda Slovanov na jug Grčije uvršča v pozno 6. stoletje, ni nobenih dokazov za slovansko prisotnost na Peloponezu pred letom 700, ko so morda naselili tudi drugače izpraznjeno pokrajino.
Odnosi med Slovani in Grki so bili verjetno mirni, razen manjših uporov. Peloponeško grško prebivalstvo je živelo naprej. To še posebej velja za polotok Mani in Sakonijo, kjer je bilo slovanskih vdorov malo ali jih sploh ni bilo. Bili so kmetovalci, Slovani so verjetno trgovali z Grki, ki so ostali v mestih, medtem ko so bile grške vasi še naprej v notranjosti s svojo upravo, Slovani pa so jim plačevali davke.  Prvi poskus bizantinske cesarske vlade, da ponovno uveljavi svoj nadzor nad neodvisnimi slovanskimi plemeni na Peloponezu, je bil leta 783, ko je logotet Stavrakij s kopensko akcijo iz Carigrada po mnenju  Teofana Spovednika prisilil Slovane, da so se uklonili. Od srede 9. stoletja, po slovanskem uporu in napadu na Patras, se je začela helenizacija. Glede na (ne vedno zanesljivo) Kroniko o Monembaziji je leta 805 bizantinski guverner Korinta začel vojno s Slovani, ki jih je iztrebil in pustil prvotnim prebivalcem njihovo ozemlje. Nadzor nad mestom Patras in regijo so prevzeli ponovno naseljeni Grki. Številni Slovani so bili prepeljani v Malo Azijo in mnogi Azijci, Sicilijanci in Kalabrijski Grki so naselili  Peloponez. Celoten polotok se je oblikoval kot nova tema Peloponez z glavnim mestom Korint.
Uvedba bizantinske oblasti nad slovanskimi enklavami je bila v glavnem pokristjanjevanje in prilagajanje slovanskih poglavarjev cesarski vladi, tako pričajo literarni, epigrafski in sfragistični dokazi o slovanskih arhontih, ki so sodelovali pri cesarskih zadevah. Do konca 9. stoletja je bil Peloponez kulturno in upravno znova grški, razen nekaj manjših slovanskih plemen v gorah, kot sta bili Milingi in Ezeriti. Čeprav so plemena ostala razmeroma avtonomna do otomanskih časov, so bila prej izjema kot pravilo. Tudi omenjeni plemeni sta govorili grško in zdi se, da so bili kristjani.
Poleg problematičnih odnosov s Slovani so obalne regije Peloponeza močno trpele zaradi ponavljajočih se arabskih napadov po arabskem zajetju Krete v 820-tih in vzpostavitvi Kretskega emirata. Ko je otok osvojil Bizanc leta 961, se je začela blaginja, cveteli so kmetijstvo, trgovina in industrija.

#### Frankovska oblast in bizantinska ponovna osvojitev
Leta 1205 so po razpadu Bizantinskega cesarstva v četrti križarski vojni križarji pod Viljemom iz Champlitta in Geoffreyjem Villehardouinom korakali proti jugu skozi celinsko Grčijo in osvojili Peloponez kljub posameznim lokalnim grškim odporom. Franki so nato ustanovili Ahajsko kneževino, vazal Latinskega cesarstva, medtem ko so Benečani zasedli več strateško pomembnih pristanišč ob obali, kot sta Navarino in Koroni, ki so jih zadržali do 15. stoletja. Franki so popularizirali ime Moreja za polotok, ki je bilo sprva ime majhne škofije v Elidi v 10. stoletju. Njena etimologija je sporna, vendar je najpogostejša razlaga, da izhaja iz besede za ime drevesa [Črna murva |murva]] (morea), katerega listi so podobni obliki polotoka.
Frankovska nadvlada je na polotoku izgubila oblast po bitki pri Pelagoniji, ko je Viljem II. Villehardouin moral odstopiti v novozgrajeni trdnjavi in palači na Mistri v bližini starodavne Šparte, ko se je prebujal Bizanc. Ta grška pokrajina (in pozneje polavtonomni despotat) je bila ponovno postopno zavzeta, do 1430 je postala frankovska kneževina. Enako obdobje je zaznamoval tudi pritok albanskih naseljencev v osrednjo Grčijo in na Peloponez, ki so postali predniki Arvanitov. 
Turki so začeli pohod na Peloponez okoli 1358, vendar se je njihov pritisk okrepil šele po letu 1387, ko je prevzel naslov odločni Gazi Evrenos. Izkoriščajoč prepire med Bizantinci in Franki, je ropal po polotoku in prisilil bizantinske despote in preostale frankovske vladarje, da so potrdili otomansko nadvlado in klonili. To stanje je trajalo do otomanskega poraza v bitki pri Ankari leta 1402, po kateri je osmanska moč pešala. Vpadi v Moreo so se nadaljevali pod Turahanom begom po letu 1423. Kljub obnovi Heksamilionovega zidu na Korintski ožini so ga Turki pod Muratom II. leta 1446 prebili, prisilili despote iz Moree, da so leta 1452 in 1456 ponovno priznali osmansko nadvlado in spet pod Turahanom. Po zasedbi Atenske vojvodine leta 1456 so leta 1458 Turki zasedli tretjino Peloponeza in leta 1460 je sultan Mehmed II. ukinil ostanke despotovine. Zadnja bizantinska trdnjava, grad Salmeniko, je bila pod poveljnikom Graizianom Paleologosom premagana julija 1461. Samo beneške utrdbe Modon, Koroni, Navarino, Monembazija, Argos in Navplion so ušle osmanskemu nadzoru.

### Osmanska zasedba, beneška oblast in ponovna osmanska zasedba
Beneške utrdbe so osvojili v seriji osmansko-beneških vojn: v prvi vojni, ki je trajala od leta 1463 do 1479 z več spopadi na Peloponezu, so izgubili Argos, medtem ko sta Modon in Koroni padla leta 1500 med drugo vojno. Koroni in Patras sta bila zajeta v križarskem pohodu leta 1532, ki ga je vodil genovski admiral Andrea Doria, vendar je to izzvalo še eno vojno, v kateri so izgubili zadnje beneške posesti na grški celini. 
Po osmanskem osvajanju je polotok postal provinca (sandžak) s 109 ziameti in 342 timari. V prvem obdobju osmanske vladavine (1460-1687) je bilo glavno mesto v Korintu (turško Gördes), pozneje pa v Leontari (Londari), Mistri (Misistire) in končno v Navplionu (turško Anaboli). Nekje v sredini 17. stoletja je Moreja postala središče ločenega ejaleta s Patrasom (Ballibadra) kot glavnim mestom. Do smrti Sulejmana Veličastnega leta 1570 je krščanskemu prebivalstvu (preštetih okoli 42.000 družin) uspelo ohraniti nekaj privilegijev, islamizacija je bila počasna, predvsem med Albanci ali lastniki nepremičnin, ki so bili vključeni v osmanski fevdalni sistem. Čeprav so muslimani kmalu nadzirali večino rodovitne zemlje, so ostali izrazita manjšina. Krščanske skupnosti so ohranile veliko samouprave, a za celotno obdobje je značilno, da so se kristjani umikali z nižin v gore. To je povzročilo vzpon kleftov, oboroženih razbojnikov in upornikov v gorah, in nastanek ustrezne institucije za financiranje armatolov, ki je preverjala dejavnosti kleftov. 
Z izbruhom "velike turške vojne" leta 1683 so Benečani pod Francescom Morosinijem leta 1687 zasedli celoten polotok, kar so Turki priznali v pogodbi iz Sremskih Karlovcev (1699). Benečani so ustanovili svojo provinco kot Kraljevino Moreja (italijansko Regno di Morea), vendar je bila njihova vladavina nepriljubljena. Ko so Turki vdrli na polotok leta 1715, je bila večina lokalnih Grkov navdušena. Osmanska vrnitev je bila enostavna in hitra, Benetke so jo priznale v pogodbi iz Požarevca leta 1718.
Peloponez je zdaj postal jedro ejaleta Moreja, ki ga je vodil vali, ki je bil do leta 1780 paša prve stopnje (s tremi insignijami konjskimi repi) in je dobil naslov vezirja. Po letu 1780 in vse do grške vojne za neodvisnost je provinco vodil muhasil. Paša iz Moreje ga je podprl s številnimi podrejenimi uradniki, vključno s krščanskim prevajalcem (dragoman), ki je bil višji krščanski uradnik province. V prvem obdobju je bila Moreja razdeljena na 22 okrožij ali bejlukov. Glavno mesto je bil najprej Navplion, po letu 1786 pa Tripoli (turško Trabliçe). 
Morejski kristjani so rovarili proti Turkom z rusko pomočjo v tako imenovanem "orlovem uporu"  leta 1770, vendar je bil hitro in brutalno zatrt. Celotno prebivalstvo se je zmanjšalo, medtem ko se je muslimanski delež povečal. Kljub temu so s privilegiji s pogodbo iz Kučuk Kainardže dobili še posebne pravice, tako da so kristjani trgovali pod rusko zastavo, kar je privedlo do precejšnjega gospodarskega razcveta lokalnih Grkov, ki so skupaj s povečanimi kulturnimi stiki z zahodno Evropo (moderno grško razsvetljenstvo) in navdihujočimi ideali francoske revolucije položili temelje za grško vojno za neodvisnost. 

### Sodobna Grčija
Peloponežani so igrali pomembno vlogo v grški vojni za neodvisnost - vojna se je začela na Peloponezu, ko so uporniki  23. marca 1821 prevzeli nadzor nad Kalamato. Grški nadzor nad polotokom, razen nekaj obalnih utrdb, je bil potrjen z zavzetjem Tripolija septembra 1821, ko je bil polotok prizorišče močnih požarov in obsežnega opustošenja po prihodu egiptovskih vojakov pod Ibrahimom pašo leta 1825. Odločilna bitka za Navarino je bila zunaj Pilosa na zahodni obali Peloponeza in leta 1828 je francoski ekspedicijski korpus nagnal zadnje turško-egiptovske sile s polotoka. Mesto Navplion na vzhodni obali polotoka je postal prva prestolnica neodvisne grške države.
V 19. in začetku 20. stoletja je regija postala sorazmerno slaba in gospodarsko osamljena. Pomemben del njenega prebivalstva se je izselil v večja mesta v Grčiji, zlasti v Atene in druge države, kot so ZDA in Avstralija. Hudo sta jo prizadeli druga svetovna vojna in grška državljanska vojna, doživljala je hude zločine. Življenjski standard se je močno izboljšal po vsej Grčiji po pristopu k Evropski uniji leta 1981. Podeželje Peloponeza je znano kot najbolj tradicionalna in konservativna regija Grčije in je trdnjava desničarske stranke Nove demokracije, medtem ko v večjih mestnih središčih, kot sta Kalamata in zlasti Patras, prevladuje levica Panhelensko socialistično gibanje. Vasi so se še naprej praznile zaradi pomanjkanja gospodarskih priložnosti, industrijskega kmetovanja in staranja prebivalstva. Kljub sorazmerni revščini v sami regiji pa so Peloponežani vedno imeli skoraj popolno prevlado v politiki in vladi v Grčiji; od grške neodvisnosti leta 1820 je velika večina predsednikov vlad  peloponeškega izvora in najmočnejše politične družine (Zaimis, Mavromihalis, Varvitsiotis, Stefanopulos in Papandreu) so iz te regije. Nekdanji premier Antonis Samaras je Peloponežan; poslovne elite Grčije je tudi večinoma peloponeške, na primer Angelopoulos in Latsis, medtem ko Manioti z južnega Peloponeza tradicionalno prevladujejo v oboroženih silah. Vse to kaže, da Peloponežani slovijo kot premeteni in politično povezani v grški popularni kulturi.
Konec avgusta 2007 je bilo na velikem delu Peloponeza veliko škode zaradi požarov,predvsem v vaseh in gozdovih, umrlo je 77 ljudi. Vpliv požarov na okolje in gospodarstvo v regiji je še vedno neznan. To je bila največja okoljska katastrofa v sodobni grški zgodovini.

## Regionalne enote
- Arkadija – 100.611
- Argolida – 108.636
- Korintija – 144.527 (razen občin Egion Teodori in večina *Loutraki-Perachora, ki leži vzhodno od Korintskega prekopa)
- Lakonija – 100.871
- Mesenija – 180.264
- Ahaja – 331.316
- Elida – 198.763
- Otoki (samo občina Troizinija in del Poros)

## Mesta
Glavna moderna mesta na Peloponezu so (stane 2011):
- Patras – 214.580
- Kalamata – 70.130
- Korint – 58.280
- Tripoli – 46.910
- Argos – 42.090
- Pirgos – 48.370
- Egion – 49.740
- Šparta – 35.600
- Navplion – 33.260

## Arheološka najdišča
Peloponez ima veliko pomembnih arheoloških najdišč iz časa bronaste dobe do srednjega veka. Med najbolj opaznimi so:
- Basa (antično mesto in Apolonov tempelj)
- Antični Korint (antično mesto)
- Epidaver (antični religiozni in zdraviliški center)
- Koroni (srednjeveška trdnjava in mestno obzidje)
- akropola Kalamata (srednjeveška akropola in trdnjava znotraj sodobnega mesta)
- Mesena (antično mesto)
- Metoni (srednjeveška trdnjava in mestno obzidje)
- Mistra (srednjeveško bizantinsko trdnjavsko mesto blizu Šparte na Unescovem seznamu svetovne dediščine)
- Monemvasija (srednjeveško trdnjavsko mesto)
- Mikene (trdnjavsko mesto istoimenske civilizacije]])
- Olimpija (mesto antičnih olimpijskih iger)
- Antična Šparta
- Pilos (Nestorjeva palača in dobro ohranjena srednjeveška/zgodnjemoderna utrdba)
- Tegeja (antični religiozni center)
- Tirint (antično utrjeno naselje)

## Kuhinja
Specialitete regije:
- hilopites (testenine)
- olive kalamata
- kolokithopita (bučna pita)
- piperopita (sirova pita)
- siglino (svinjsko meso) (polotok Mani)
- diples (posladek)
- galatopita (posladek)

## Galerija
- Peloponez v Grčiji
- Peloponez, 2014
- Pogled na Patras z gradu
- Antično gledališče Epidavrus
- Pogled na antični Asklepion, Mesena